# Dr. Dre
« Dre » redirige ici.  Pour les directions régionales françaises, voir DRE.
Andre Romelle Young, dit Dr. Dre (prononcé en anglais : [ˈdɑktə dɹeɪ]), né le 18 février 1965 à Compton (Californie), est un rappeur, producteur, compositeur, acteur, et entrepreneur américain. Il est le fondateur et actuel CEO d'Aftermath Entertainment et de Beats Electronics. Dre est également l'ancien codétenteur et membre de Death Row Records.
Dr. Dre a largement contribué à populariser le gangsta rap, sa ville natale, Compton, et la culture hip-hop californienne dans le monde en général. Il a produit une multitude d'artistes, comme Snoop Dogg, Eminem, The Game, 2Pac, Mary J. Blige, 50 Cent, les Pussycat Dolls ou même le pianiste Burt Bacharach. Il est aussi très célèbre pour avoir été un des leaders du groupe N.W.A, à travers les trois labels Ruthless Records, Death Row Records et Aftermath Entertainment. Il est considéré par certains artistes, tels que Nas et 50 Cent, comme le plus grand producteur de hip-hop de tous les temps,.
Par l'intermédiaire de son premier album studio, The Chronic (1992), Dr. Dre a également contribué à la popularisation du G-funk, sous-genre du hip-hop issu de la côte Ouest qui se caractérise par ses basses profondes, ses synthétiseurs de type funk et son atmosphère détendue et groovy, dont le groupe Above The Law est l'inventeur. Il est le premier producteur de hip-hop récompensé d'un Grammy Award, dans la catégorie de producteur de l'année en 2001. Aux États-Unis, The Chronic est certifié triple disque de platine par la RIAA, son deuxième album, 2001 (1999), est certifié sextuple disque de platine et son troisième album, Compton (2015), est certifié disque d'or.
En 2017, le magazine Forbes estime sa fortune personnelle à 740 millions de dollars américains.
En 2021, Grandmaster Flash annonce que Dr. Dre serait sur le point de sortir son quatrième album. En mars 2024, Dr. Dre a reçu une étoile sur le Hollywood Walk of Fame au 6840 Hollywood Boulevard.

## Biographie

### Jeunesse
Andre Romelle Young est né à Compton (Californie), dans la banlieue sud de Los Angeles, le 18 février 1965. Il est le premier enfant de Theodore et Verna Young. Le deuxième prénom de Young, Romelle, s'inspire du groupe de R&B amateur de son père, The Romells. Mariés en 1964, les parents de Young se séparent en 1968 et divorcent en 1972. Verna épouse plus tard Curtis Crayon. Ensemble, ils auront trois enfants, deux fils nommés Jerome et Tyree (tous les deux décédés), et une fille, Shameka.
En 1976, Young commence ses études à la Vanguard Junior High School de Compton, mais, à cause de la violence des gangs de rue, il est transféré à la Roosevelt Junior High School, dans un endroit plus sécurisé. Verna épouse plus tard Warren Griffin, qu'elle a rencontré à son travail à Long Beach. Ils ajouteront trois demi-sœurs et un demi-frère à la famille. Son demi-frère, Warren Griffin III, deviendra plus tard connu dans le monde du hip-hop sous le pseudonyme artistique de Warren G. Young étudie à la Centennial High School de Compton en 1979, mais est ensuite transféré à la Fremont High School, dans le South Central Los Angeles, à cause d'une moyenne trop faible. Young tente d'intégrer un programme d'apprentissage à la Northrop Aviation Company, mais ses mauvaises notes font de lui un jeune homme irrecevable. Il se consacrera, par la suite, à sa vie sociale et à ses activités durant ses dernières années au lycée. Young sera père d'un fils, Curtis, né le 15 décembre 1981, avec Lisa Johnson. Curtis Young rencontrera pour la première fois son père à l'âge de 21 ans, à la période durant laquelle Curtis sera connu dans la scène du rap sous le nom de Hood Surgeon.

### World Class Wreckin' Cru (1984–1985)
Inspiré par la chanson The Adventures of Grandmaster Flash on the Wheels of Steel de Grandmaster Flash, il passe la plupart de son temps dans un club appelé The Eve After Dark, pour observer les DJs et rappeurs jouant sur scène. Il devient alors DJ dans le club, dans un premier temps sous le nom de Dr. J, un surnom inspiré de celui de Julius Erving, son joueur de basket préféré. Au club, il fait la rencontre du DJ Antoine Carraby, qui sera plus tard membre de N.W.A aux côtés de Dre, Ice Cube, Eazy-E, MC Ren et Arabian Prince, sous le nom de DJ Yella. Peu après, il adopte le surnom de Dr. Dre, un mélange de son ancien surnom Dr. J et de son prénom, s'autoproclamant « maître de la mixologie » (Master of Mixology). Il se joint ensuite au groupe World Class Wreckin' Cru publié par le label indépendant Kru-Cut Records en 1984. Le groupe deviendra connu dans la scène electro-hop qui dominera le rap West Coast des années 1980, et leur premier hit intitulé Surgery verra Dr. Dre aux platines, et se vendra à 50 000 exemplaires dans le milieu de Compton. Dr. Dre et DJ Yella mixent également ensemble sur une chaîne de radio locale, KDAY, qui l'aide à augmenter son audience dans l'émission The Traffic Jam. Les premières chansons de Dr. Dre sont publiées en 1984 dans une compilation intitulée Concrete Roots. Stephen Thomas Erlewine du site AllMusic décrit ses musiques selon ces termes : « quelques années auparavant, Dre a développé un style distinct » qui est « spécialement dédié à ses fans ».
Son absentéisme répété le pénalise dans sa volonté de devenir nageur dans l'équipe de son lycée. Après le lycée, il se joint à la Chester Adult School de Compton à la demande de sa mère afin de lui permettre d'obtenir un travail ou de continuer ses études. Il part de Chester pour se consacrer à ses performances dans la boîte de nuit Eve's After Dark.

### N.W.A et Ruthless Records (1986–1991)
En 1986, Dr. Dre fait la rencontre du rappeur O'Shea Jackson, alias Ice Cube. Dre collaborera avec lui pour ses chansons chez Ruthless Records, un label local dirigé par le rappeur Eazy-E. N.W.A et le rappeur de la côte Ouest Ice Cube sont crédités pour avoir significativement contribué au genre gangsta rap, un sous-genre plus agressif du hip-hop, basé sur le crime et la délinquance. Se sentant concerné par les problèmes ethniques et politiques dénoncés par des groupes de rap comme Public Enemy ou Boogie Down Productions, N.W.A se lance dans ces thèmes sans compromis, qui offrent souvent des paroles inspirées de la dure réalité des rues. Propulsé par le hit Fuck tha Police, le premier album du groupe Straight Outta Compton, publié en 1988, devient un franc succès, malgré une absence totale de diffusion à la radio ou de tournée promotionnelle. Le Federal Bureau of Investigation (FBI) adresse une lettre d'avertissement à Ruthless Records en réponse au contenu lyrique de leur chanson.
En 1989, à la suite du départ d'Ice Cube de N.W.A causé notamment par des divergences financières, Dr. Dre produit et joue la majeure partie du deuxième album du groupe Efil4zaggin. Il produit également un nombre de chansons pour d'autres groupes et artistes de rap sur Ruthless Records, comme Above the Law et The D.O.C. pour son album No One Can Do It Better (1989). En 1991, à Hollywood, il agresse physiquement Dee Barnes, présentatrice au programme de télévision Pump it Up diffusé sur la chaîne Fox, insatisfait des informations qu'elle divulgue concernant les divergences entre les membres restants de N.W.A et Ice Cube. Dr. Dre est condamné à 2 500 $ d'amende et à 240 heures de travaux d'intérêt général,.

### The Chronicet Death Row Records (1992–1996)
Après une dispute avec Eazy-E, Dre quitte le groupe en plein pic de popularité en 1991 sous les conseils d'un ami, et parolier de N.W.A, The D.O.C., et de son garde du corps de l'époque, à savoir Suge Knight. Knight, un intimidant personnage, parvient à convaincre Eazy-E de rompre son contrat avec Young, ce qui permettra à Knight et à Young de fonder ensemble le label Death Row Records. En 1992, Young publie son premier single, le single-titre du film Dernière Limite (intitulé Deep Cover en version anglaise originale), une collaboration avec le rappeur Snoop Dogg, qu'il rencontra par l'intermédiaire de Warren G.
Le premier album solo de Dr. Dre, intitulé The Chronic, est publié sur le label Death Row Records. Il lance un nouveau style de rap en termes de style musical et de contenu lyrique. Avec la force de singles tels que Nuthin' but a 'G' Thang, Let Me Ride et Fuck wit Dre Day (and Everybody's Celebratin') (connu sous le titre Dre Day à la radio et à la télévision à cause de la censure), tous interprétés avec Snoop Dogg. The Chronic devient un phénomène culturel, accompagnant un son G-funk qui domine une grande partie de la scène hip-hop au début des années 1990. En 1993, la Recording Industry Association of America (RIAA) certifie l'album triple disque de platine. Dr. Dre remporte le Grammy Award dans la catégorie de « meilleure performance solo de rap » pour la performance de son titre Let Me Ride. La même année, le magazine Billboard classe Dr. Dre huitième des meilleurs musiciens, The Chronic sixième des albums les mieux vendus, et Nuthin' but a 'G' Thang onzième des singles les mieux vendus.
Hormis ses propres chansons, Dr. Dre produit les chansons du premier album de Snoop Dogg, Doggystyle, qui atteint la première place du classement des albums Billboard 200. En 1994, Dr. Dre produit certaines bandes originales comme celles des films Above the Rim et Murder Was the Case. Il collabore avec l'ancien membre de N.W.A Ice Cube pour la chanson Natural Born Killaz en 1995. Pour le film Friday, Dre enregistre Keep Their Heads Ringin', qui atteint la dixième place du Billboard Hot 100 et la première place des Hot Rap Singles (désormais Hot Rap Tracks).
En 1995, Death Row Records signe le rappeur 2Pac et en fait son artiste privilégié. Il collabore avec Dr. Dre sur le single California Love, qui deviendra le premier des deux artistes à atteindre la première place du Billboard Hot 100,. Cependant, en mai 1996, Dre quitte le label en raison d'un problème de contrat. Plus tard dans l'année, il fonde son propre label, Aftermath Entertainment, sous la distribution d'Interscope Records. De ce fait, les ventes de Death Row Records diminuent significativement en 1997, en particulier à la suite du décès de 2Pac et des détournements de fonds qui incriminent Suge Knight.
Dr. Dre participe également au single No Diggity du groupe de R&B Blackstreet en 1996. Il s'agit aussi d'un véritable succès, qui se classe au Hot 100 pendant quatre semaines consécutives et remporte plus tard le prix de « meilleur chant R&B d'un duo ou groupe » aux Grammy Awards de 1997. Après l'avoir écouté pour la première fois, plusieurs anciens collègues de Dr. Dre à Death Row, dont 2Pac, enregistrent et tentent de publier le titre Toss It Up, qui contient de nombreuses insultes ciblant Dr. Dre et utilisant un morceau instrumental similaire à celui de No Diggity.

### Arrivée à Aftermath Entertainment (1996–1998)
L'album Dr. Dre Presents the Aftermath, publié le 26 novembre 1996, incluant des chansons de Dr. Dre et de nouveaux artistes d'Aftermath Entertainment, et un titre solo Been There, Done That, devient un symbole du genre gangsta rap. Bien que certifié disque de platine par la RIAA, l'album ne parvient pas à se populariser auprès des fans. En octobre 1996, Dre joue Been There, Done That au Saturday Night Live. En 1997, Dr. Dre produit plusieurs chansons de The Album de The Firm ; il est mal accueilli par la presse spécialisée. Des rumeurs circulent dans lesquelles Aftermath ferait face à des difficultés financières. Aftermath Entertainment fait également face à des accusations de violations de droits d'auteur par le groupe de thrash metal Aftermath. First Round Knock Out, une compilation de nombreuses chansons produites et jouées par Dr. Dre est également publiée en 1996. Dr. Dre choisit de ne pas participer à la rivalité East Coast/West Coast de l'époque, et choisit plutôt de participer à la sortie de plusieurs rappeurs new-yorkais comme Nas Is Coming de Nas, Zoom de LL Cool J, et Watch Me de Jay-Z.
Le tournant d'Aftermath s'effectue en 1998, lorsque Jimmy Iovine, dirigeant du label parent d'Aftermath, Interscope, demande à Dr. Dre de signer Eminem, un rapper originaire de Détroit. Dre produit deux chansons et fournit les parties vocales du premier album à succès mais également controversé The Slim Shady LP, publié en 1999. Le single-titre produit par Dr. Dre extrait de cet album, My Name Is, attire pour la première fois l'attention du public auprès d'Eminem, et le succès de The Slim Shady LP – il atteint la deuxième place du Billboard 200 et est bien accueilli par la presse spécialisée – fait revivre les ambitions commerciales et la viabilité du label,,.

### 2001(1999–2000)
Le deuxième album solo de Dr. Dre, 2001, publié le 16 novembre 1999, est considéré comme un retour ostentatoire à ses racines gangsta rap. Il est initialement intitulé The Chronic 2000. D'autres tentatives de titres incluent The Chronic 2001 et Dr. Dre. L'album inclut plusieurs collaborations avec des artistes comme Devin the Dude, Hittman, Snoop Dogg, Xzibit, Nate Dogg et Eminem. Stephen Thomas Erlewine du site AllMusic décrit le son de l'album comme « plein de chants orienté soul, et de reggae » dans le style de Dr. Dre. L'album est acclamé par la presse spécialisée, et classé à la deuxième place du Billboard 200 et est, depuis, certifié six fois disque de platine. L'album inclut les hits Still D.R.E. et Forgot About Dre, deux titres joués par Dr. Dre au Saturday Night Live sur la NBC le 23 octobre 1999. Dr. Dre est récompensé du Grammy Award dans la catégorie « meilleur artiste de l'année, non-classique » en 2000 et se joint au Up in Smoke Tour avec les rappeurs Eminem, Snoop Dogg, et Ice Cube la même année.
À la popularité de 2001, Dr. Dre s'implique dans plusieurs poursuites judiciaires. Lucasfilm Ltd., la société auteure de la franchise Star Wars, le poursuit en justice pour son usage de Deep Note. The Fatback Band poursuit également Dr. Dre pour s'être inspiré de son titre Backstrokin' pour sa chanson Let's Get High extrait de l'album 2001 ; Dr. Dre est chargé de payer 1,5 million $ au groupe en 2003.

### Production (2001–2008)
À la suite du succès de 2001, Dr. Dre se concentre sur la production de chansons et d'albums d'autres artistes. Il co-produit six chansons pour l'album d'Eminem Marshall Mathers LP, dont le single principal récompensé d'un Grammy The Real Slim Shady. L'album lui-même remporte un Grammy et devient l'album de rap le plus rapidement vendu de tous les temps, à 1,76 million d'exemplaires sa première semaine. Il produit le single Family Affair de la chanteuse de R&B Mary J. Blige pour son album No More Drama en 2001. Il produit aussi Let Me Blow Ya Mind, un duo entre la rappeuse Eve et la chanteuse de No Doubt Gwen Stefani et signe la chanteuse de R&B Truth Hurts à Aftermath en 2001. Dr. Dre devient le producteur exécutif de l'album d'Eminem publié en 2002, The Eminem Show. Il y produit trois chansons.
Une autre poursuite judiciaire pour atteinte aux droits d'auteur frappe Dr. Dre en 2002, lorsque Sa Re Ga Ma, une société située à Calcutta, en Inde, amène Aftermath Entertainment en justice pour l'usage non autorisé de la chanson Thoda Resham Lagta Hai de Lata Mangeshkar dans la chanson Addictive de Truth Hurts. En février 2003, un juge interdira toute vente de l'album de Truth Hurts, Truthfully Speaking, jusqu'à ce que le label crédite Mangeshkar.
Get Rich or Die Tryin' est un autre album à succès publié par Aftermath, composé par le rappeur 50 Cent. Dr. Dre produit et coproduit quatre chansons de l'album, dont le hit single In da Club, une collaboration entre Aftermath, Shady Records, le label d'Eminem, et Interscope. Le quatrième album d'Eminem depuis son arrivée à Aftermath, Encore, voit Dre endosser une fois de plus le rôle de producteur exécutif, mais cette fois plus impliqué dans la musique, produisant et coproduisant au total huit chansons, dont trois singles. En novembre 2004, à la remise des prix organisée par le magazine Vibe à Los Angeles, Dr. Dre est agressé par un fan nommé Jimmy James Johnson, qui demandait supposément un autographe. Dans la bagarre qui en résulte, l'ancien rappeur de la G-Unit, Young Buck, poignarde l'homme. Johnson accuse Suge Knight, président de Death Row Records, de l'avoir payé 5 000 $ pour attaquer Dre dans le but de l'humilier avant la remise de son Lifetime Achievement Award. Knight dément immédiatement, dans l'émission The Late Late Show sur CBS, son implication dans cette histoire, soutient Dr. Dre, et veut amener Johnson devant la justice. En septembre 2005, Johnson est condamné à un an de prison et interdit d'approcher Dr. Dre jusqu'en 2008.
Dr. Dre a également produit How We Do, un hit single publié en 2005 de The Game extrait de son album The Documentary. Dans le magazine Rolling Stone d'avril 2005, Dr. Dre est classé 54e sur 100 artistes dans la liste The Immortals: The Greatest Artists of All Time.
En novembre 2006, Dr. Dre collabore avec Raekwon sur son album Only Built 4 Cuban Linx II. Il produit également des chansons sur les albums de rap Buck the World de Young Buck, Curtis de 50 Cent, Tha Blue Carpet Treatment de Snoop Dogg, et Kingdom Come de Jay-Z. Dre participe également à la chanson de Timbaland Bounce, extrait de son album solo publié en 2007, Timbaland Presents Shock Value et collabore avec Missy Elliott et Justin Timberlake. À cette période, The D.O.C. collabore aussi avec Dre sur son quatrième album Voices through Hot Vessels, avant la sortie de l'album Detox,.

### Troisième album studio (2000–2015)

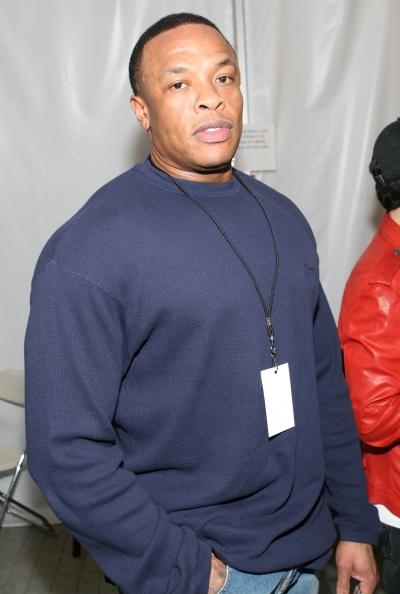
Dr. Dre en 2008.

Le troisième et dernier album studio de Dr. Dre, anciennement intitulé Detox, est programmé. Le travail sur l'album remonte à 2001 période durant laquelle sa version antérieure était décrite comme « l'album de rap le plus avancé jamais composé » par le producteur Scott Storch. Plus tard la même année, il décide d'arrêter l'album, et de se consacrer à la production de chansons pour d'autres artistes, mais change d'avis ; l'album est initialement prévu pour une sortie en 2005. Les producteurs DJ Khalil, Nottz, Bernard « Focus » Edwards Jr., Hi-Tek, J.R. Rotem, RZA, Jay-Z, Warren G, et Boi-1da sont confirmés pour l'album. Snoop Dogg annonce la fin des enregistrements de Detox en juin 2008 au magazine Rolling Stone. Detox est de nouveau reporté pour 2010, après la sortie de Before I Self Destruct de 50 Cent, Relapse d'Eminem, un album produit par Dr. Dre,. Dans une publicité pour Dr Pepper, il fait paraître un extrait de Detox. 50 Cent et Eminem annoncent dans une entrevue au 106 & Park sur BET avoir fini une douzaine de chansons pour Detox.
Le 20 avril 2010, Under Pressure, avec Jay-Z et coproduit par Scott Storch, est confirmé par Jimmy Iovine et Dr. Dre dans une entrevue au Fenway Park comme le single principal de l'album,. La chanson est publiée sans autorisation dans une forme différente, sans chœur le 16 juin 2010 : cependant, elle est chaleureusement accueillie par la presse spécialisée, mais Dr. Dre annonce que cette chanson ainsi que quelques autres publiées sans autorisation ne seront pas incluses dans la version finale de l'album Detox. Deux singles – Kush, une collaboration avec Snoop Dogg et Akon, et I Need a Doctor avec Eminem et Skylar Grey – sont publiés aux États-Unis en novembre 2010 et février 2011, respectivement, : ce dernier atteint le succès international, et la quatrième place du classement Billboard Hot 100, puis est par la suite certifié quadruple disque de platine par la RIAA et l'Australian Recording Industry Association (ARIA),.
De nombreuses dates de sorties pour Detox sont prévues pendant les années qui suivent, mais sans suite,. De nombreux musiciens proches de Dr. Dre, dont Snoop Dogg, et les rappeurs 50 Cent, Game, et DJ Quik, spéculent sur le fait que l'album ne sera jamais publié, à cause notamment d'un manque de motivation de la part de Dr. Dre quant à l'enregistrement de nouvelles chansons,,,.
En août 2015, il annonce qu'il n'a pas publié Detox car il n'était pas satisfait du résultat. Il annonce dans le même temps la sortie de Compton a Soundtrack by Dr. Dre. Ce disque est inspiré par le film sur le groupe NWA, NWA : Straight Outta Compton. Il s'agit d'un album avec la participation d'Eminem, Snoop Dogg, Kendrick Lamar et The Game, entre autres.

### Production,The Planets, pause et Coachella (depuis 2008)

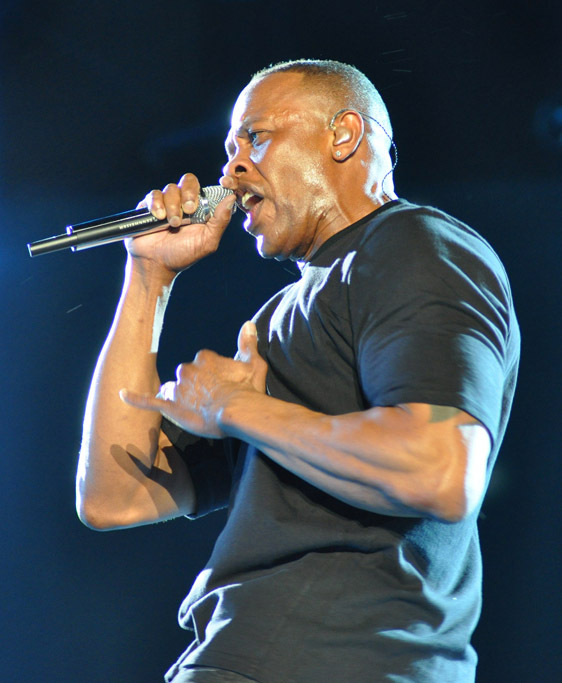
Dr. Dre au Coachella Valley Music and Arts Festival de 2012.

Le 15 décembre 2008, Dre participe au remix de la chanson Set It Off du chanteur canadien Kardinal Offishall (avec Pusha T) ; le remix débute à l'émission de radio de DJ Skee. Au début de 2009, Dre produit, et fait une brève apparition sur, le single Crack a Bottle d'Eminem, qui dénombre 418 000 téléchargements la première semaine et atteint le top du Billboard Hot 100 à la semaine 20 février 2009.
Le 25 juin 2010, l'American Society of Composers, Authors and Publishers décerne à Dr. Dre son Founders Award pour avoir inspiré d'autres musiciens,. En août 2010, Dr. Dre annonce les préparatifs d'un prochain album intitulé The Planets ; chaque chanson est nommé d'après une planète du système solaire. Le 3 septembre 2010, Dr. Dre soutient une nouvelle fois Eminem, et participe à la tournée Home and Home Tour de Jay-Z en jouant des hit singles tels que Still D.R.E., Nuthin' but a 'G' Thang, et Crack a Bottle, avec Eminem et 50 Cent. Dr. Dre est présenté en couverture du magazine XXL de décembre 2010/janvier 2011. Le 14 novembre 2011, Dre annonce une pause dans la musique, après avoir achevé des productions pour Slim the Mobster et Kendrick Lamar. Le 9 janvier 2012, Dre est annoncé au Coachella Valley Music and Arts Festival qui se déroule les weekends du 13 au 15 avril et du 20 au 22 avril.
Après avoir fait une apparition dans la mise à jour Le Braquage de Cayo Perico du jeu vidéo Grand Theft Auto Online en décembre 2020, il est au centre de la mise à jour Le Contrat sortie en décembre 2021, aux côtés de Jimmy Iovine et DJ Pooh. 
Il enregistre pour l'occasion six titres inédits, qui sont par la suite publiés début février 2022, quelques jours avant sa participation au concert de la mi-temps du Super Bowl LVI aux côtés de Snoop Dogg, Eminem, Kendrick Lamar, Mary J. Blige et 50 Cent.
Le 19 mars 2024, Dr. Dre a reçu une étoile sur le Hollywood Walk of Fame, dans la catégorie "Musique". Il était accompagné de Snoop Dogg, Eminem, et 50 Cent, qui sont venus lui rendre hommage lors de cette cérémonie.
Le 11 août 2024, il chante aux côtés de Snopp Dogg lors de la cérémonie de clôture des Jeux olympiques d'été de 2024 de Paris, pour le passage de témoin avec les Jeux olympiques d'été de 2028 à Los Angeles.

## Discographie

### Albums studio
- 1992 : The Chronic
- 1999 : 2001
- 2015 : Compton: A Soundtrack by Dr. Dre

### Compilations et EPs
- 1985 : World Class (avec World Class Wreckin' Cru)
- 1986 : Rapped in Romance (avec World Class Wreckin' Cru)
- 1988 : Straight Outta Compton (avec N.W.A)
- 1991 : Niggaz4Life (avec N.W.A)
- 2021 : GTA Online: The Contract (Bande Originale de la mise à jour The Contract du jeu vidéo GTA Online)

## Filmographie

### Acteur
- 1990 : Seriously... Phil Collins (TV) de James Yukich : lui-même
- 1996 : Le Prix à payer (Set It Off) de F. Gary Gray : Black Sam
- 1999 : Whiteboys (Whiteboyz) de Marc Levin : Don Flip Crew #1
- 2001 : Training Day d'Antoine Fuqua : Paul
- 2001 : The Wash de DJ Pooh : Sean
- 2002 : Without Me (clip d'Eminem) de Joseph Kahn
- 2003 : Pauly Shore est mort (Pauly Shore Is Dead) de Pauly Shore : lui-même (caméo)
- 2017 : The Defiant Ones (série documentaire) d'Allen Hughes : lui-même

### Producteur, producteur délégué
- 1994 : Murder Was the Case de lui-même
- 2001 : The Wash de DJ Pooh
- 2003 : 50 Cent: The New Breed (documentaire) de Damon Johnson et Don Robinson
- 2015 : NWA: Straight Outta Compton (Straight Outta Compton) de F. Gary Gray

### Réalisateur
- 1994 : Murder Was the Case

## Jeux vidéo
- 2005 : 50 Cent: Bulletproof : Grizz (voix)
- 2020 : GTA Online (mise à jour Le Braquage de Cayo Perico) : Lui-même (caméo)
- 2021 : GTA Online (mise à jour Le Contrat) : Lui-même